# Olha Franko (Choruschynska)

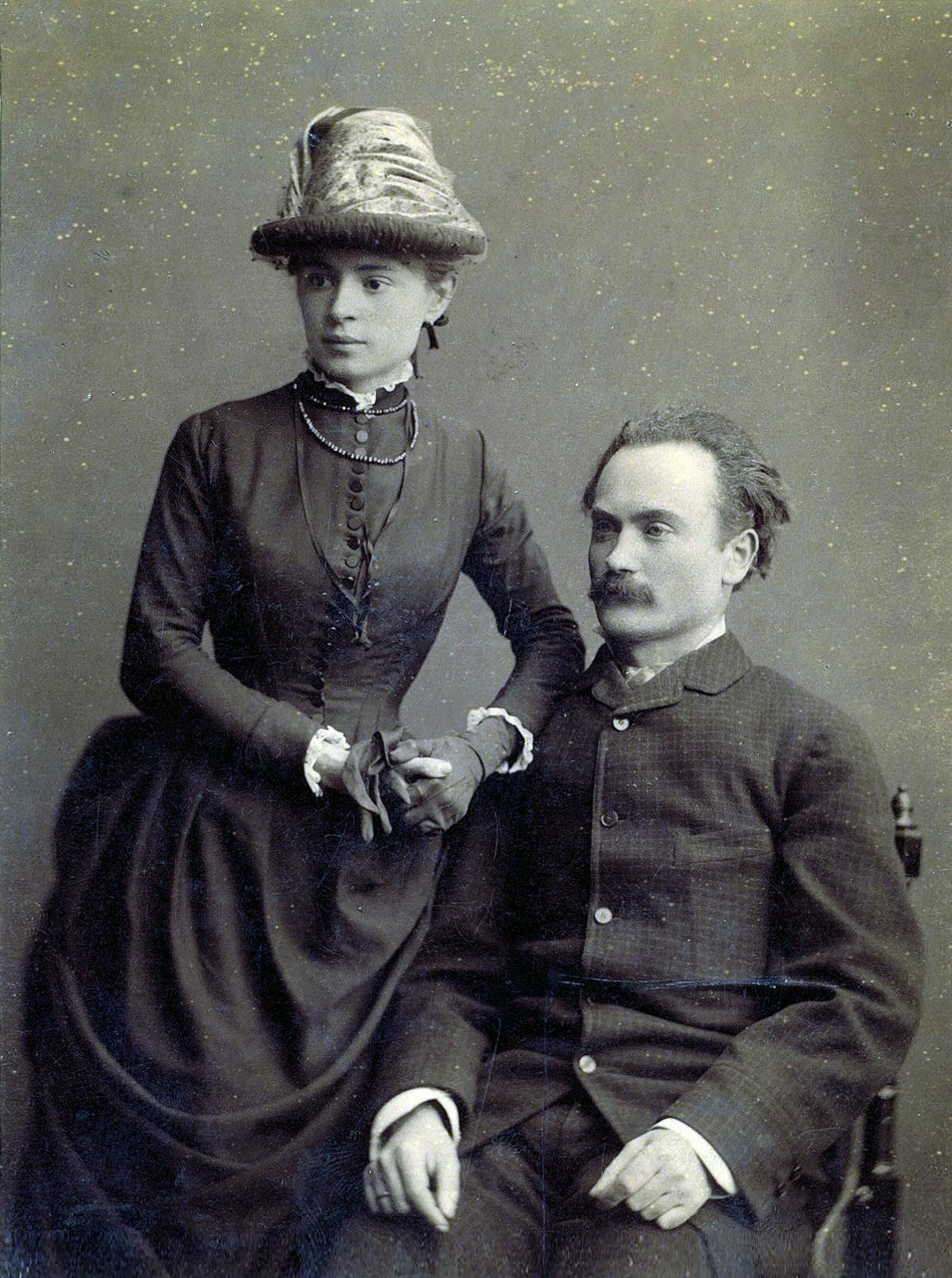
Hochzeitsfoto von Olha und Iwan Franko, Kiew 4. Mai 1886

Olha Fedoriwna Franko (geb. Choruschynska, ukrainisch Ольга Федорівна Франко; * 10. April 1864 in Birky, heute Rajon Poltawa; † 15. Juli 1941 in Lwiw) war eine ukrainische Schriftstellerin, Übersetzerin, Sozialaktivistin, Publizistin und Verlegerin, Ehefrau von Iwan Franko.

## Leben und Wirken

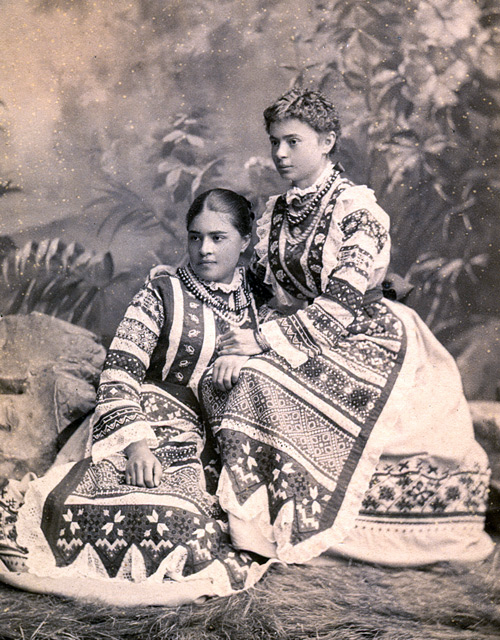
Oleksandra und Olha Choruschynska, Kiew 1885

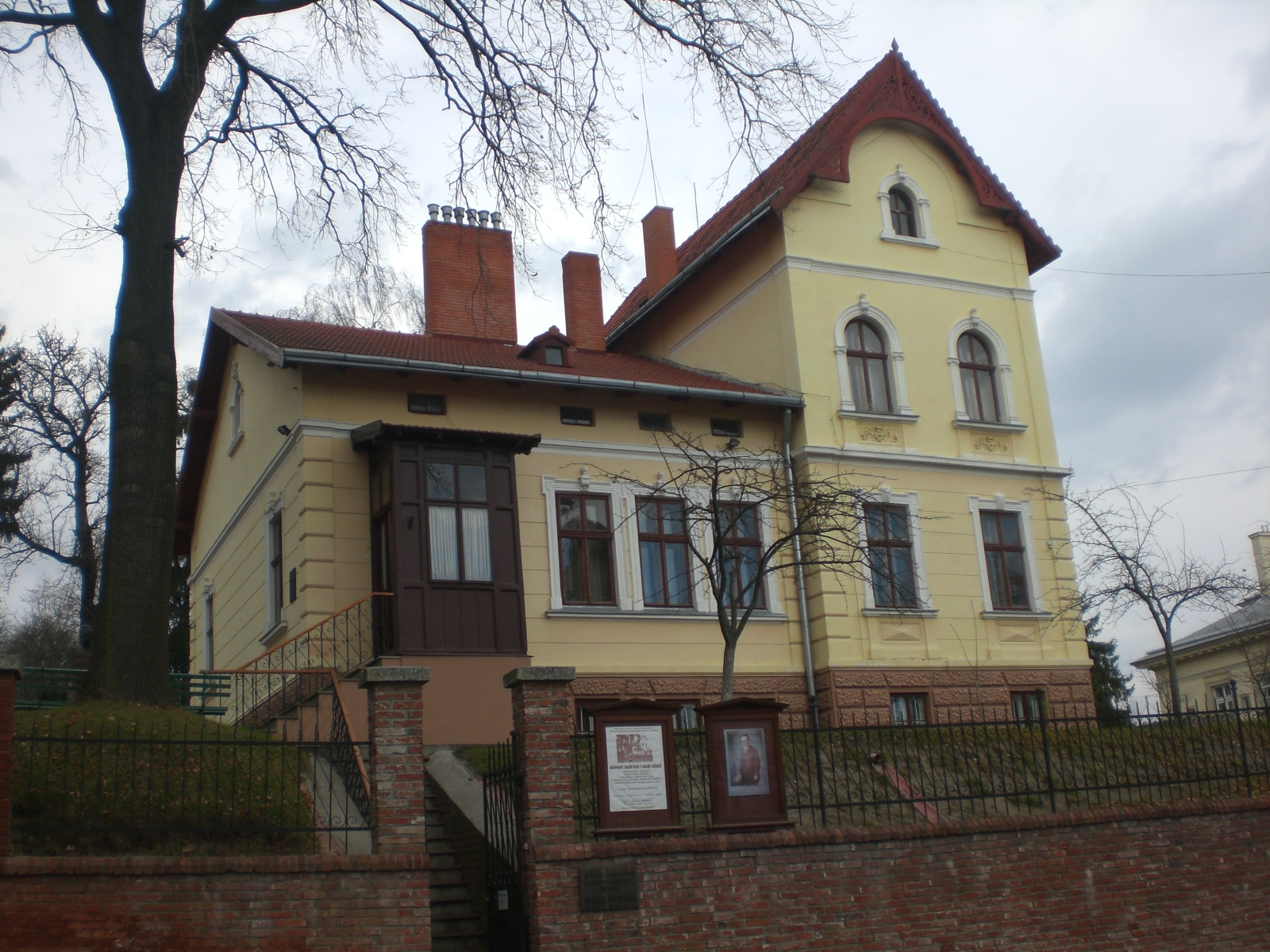
Familienhaus Franko in Lwiw, 2008

Olha Choruschynska stammte aus einer russifizierten ukrainischen Adelsfamilie und war das jüngste von sieben Kindern. Nach dem frühen Tod ihrer Eltern trat sie im Alter von neun Jahren in das Institut für Edle Jungfrauen in Charkiw ein und studierte dort acht Jahre lang. Anschließend setzte sie ihre Ausbildung an den Höheren Mädchenschulen in Kiew fort und wurde Lehrerin. Sie beherrschte Französisch, Deutsch und Englisch und spielte Klavier.
Choryschynska lernte Iwan Franko im Februar 1885 im Haus ihrer Schwester Oleksandra und deren Ehemann Trehubow kennen. Am 4. Mai 1886 heirateten sie in der Kirche des Galagan-Kollegs in Kiew und zogen anschließend nach Lwiw. Olha Franko brachte vier Kinder zur Welt. In der Erziehung ihrer Kinder setzte sie auf eine für diese Zeit untypische, gewaltfreie Herangehensweise ohne Zwang und Bestrafung.
1891 trat sie der Proswita-Gesellschaft bei und war zudem eine engagierte Teilnehmerin des Rutheninen-Klub in Lwiw. Am 10. April 1892 fand die erste Frauenversammlung im Lwiwer Rathaus statt, an der mehr als 200 Frauen aus verschiedenen Nationalitäten teilnahmen, um über Frauenangelegenheiten zu diskutieren. Olha Franko war gemeinsam mit Jadwiga Czajkowska Sekretärin der Versammlung.
Olha Franko unterstützte ihren Ehemann bei der Vorbereitung und Zusammenstellung von Materialien für Zeitschriften, bei der Gestaltung ethnographischer Studien und in der Übersetzungstätigkeit. Auf ihre Kosten wurde Iwan Frankos Gedichtsammlung „Aus Höhen und Tiefen“ (1887) veröffentlicht. Das wissenschaftliche und politische Magazin „Leben und Wort“ (ukr. "Житє і слово") gab sie gemeinsam mit Iwan Franko von 1894 bis 1897 heraus. Im Frauenalmanach „Der erste Kranz“ (ukr. "Перший вінок", 1887) veröffentlichte sie ihren Artikel „Die Karpatenbojken und ihr Familienleben“. Olha Franko führte einen Briefwechsel mit Olha Kobyljanska, Olena Ptschilka, Mykola Lyssenko und anderen.
Im Jahr 1902 wurde in Sofijiwka – einem Stadtteil von Lwiw – das Familienhaus der Frankos errichtet. Eine der ersten Besucherinnen war Lessja Ukrajinka.
1913 starb unerwartet ihr ältester Sohn Andrij. Kurz darauf trugen sich die Söhne Petro und Taras in die Legion der Sitscher Schützen ein und gingen an die Front. In der ersten Nacht der Besetzung Lwiws wurden 200 russische Soldaten in Familienhaus Franko einquartiert.  Diese Ereignisse trafen Franko schwer, da sie bereits unter psychischen Störungen litt und 1914 in eine Irrenanstalt eingewiesen wurde.
Nach dem Tod ihres Mannes vermietete Olha Franko die erste Etage des Hauses, um ihren Lebensunterhalt zu sichern. Am 10. Oktober 1940 wurde im Haus von Iwan Franko das Literatur- und Gedenkmuseum eröffnet, dessen Direktor der Sohn Petro Franko war. Am 28. Juni 1941 wurde er von NKWD-Offizieren festgenommen.
Olha Franko starb am 15. Juli 1941 und wurde auf dem Lytschakiwski-Friedhof, Feld 4 in Lwiw beigesetzt.

## Kinder

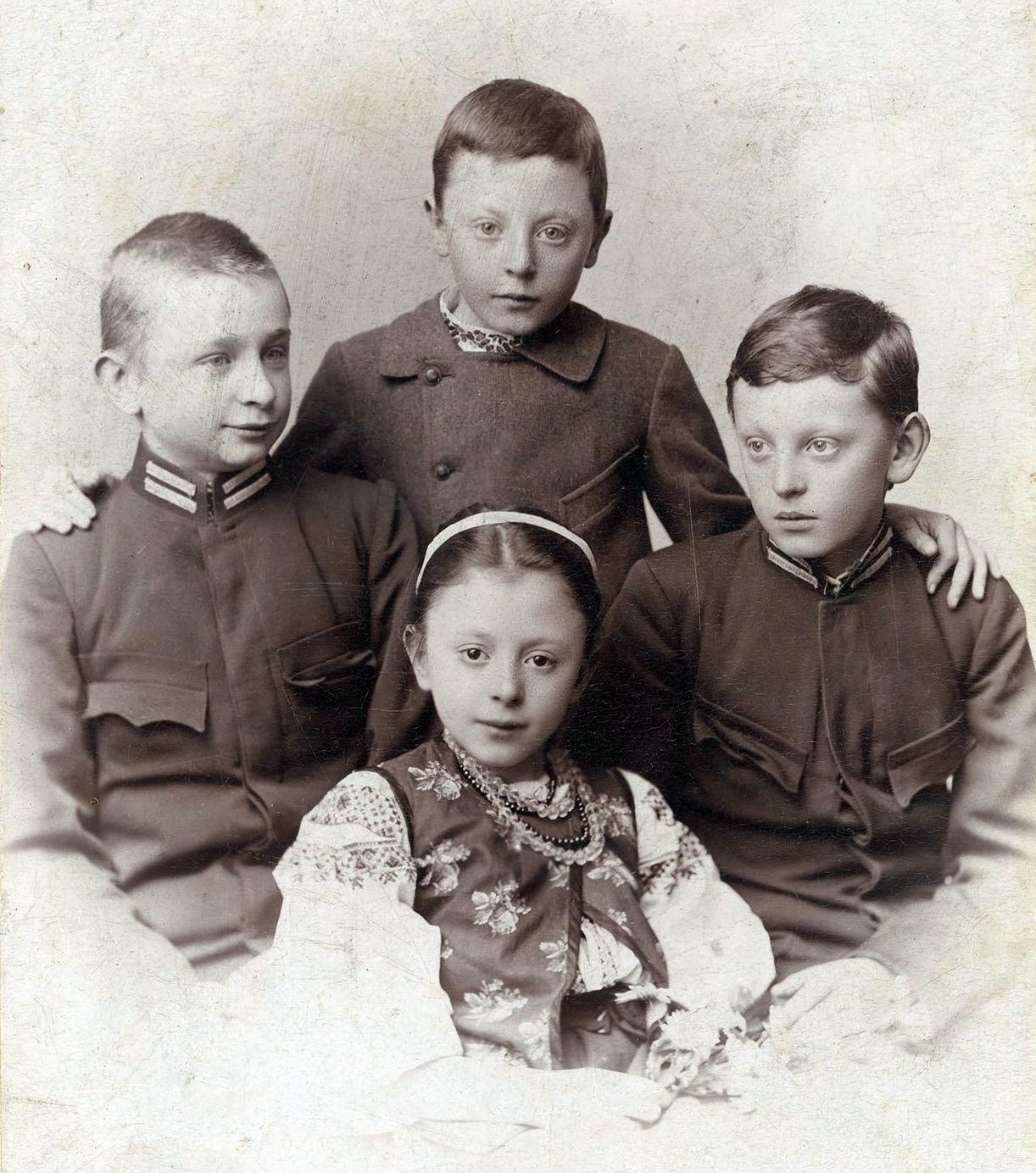
Kinder von Olha und Iwan Franko: v.l. Andrij, Petro, Taras und Anna, in der Mitte, 1902

- Andrij Franko (1887–1913), Philologe, Volkskundler, Ethnograph, Übersetzer
- Taras Franko (1889–1971), Schriftsteller und Pädagoge
- Petro Franko (1890–1941), Pädagoge, Schriftsteller und Chemiker  ⚭ Olha Franko (1819–1888), Köchin und Autorin von Kochbüchern
- Anna Franko-Klutschko (1892–1988), Schriftstellerin, Memoirenschreiberin, Publizistin, Krankenschwester, Mitarbeiterin des Innenministeriums der Ukrainischen Volksrepublik